# Comunità Montana Alta Irpinia
Die Comunità Montana Alta Irpinia ist eine Berggemeinschaft in der italienischen Provinz Avellino in der Region Kampanien. 
Das Gebiet der Comunità Montana Alta Irpinia umfasst die sechzehn Gemeinden rund um den Fluss Ofanto sowie des östlichen Teils der Provinz Avellino. Es hat eine Ausdehnung von 742 km².
In den sechzehnköpfigen Rat der Comunità entsenden die Gemeinderäte der beteiligten Kommunen je ein Mitglied.

## Mitglieder
Die Comunità umfasst folgende Gemeinden:
| - Andretta - Aquilonia - Bisaccia - Cairano - Calitri - Conza della Campania - Guardia Lombardi - Lacedonia | - Lioni - Monteverde - Morra De Sanctis - Rocca San Felice - Sant’Andrea di Conza - Sant’Angelo dei Lombardi - Teora - Torella dei Lombardi |